# Dominique Chaix
Dominique Chaix (* 8. Juni 1730 in Rabou, Département Hautes-Alpes; † 21. Juli 1799 in La Roche-des-Arnauds, Hautes-Alpes) war ein französischer katholischer Priester. Er wurde vor allem bekannt durch seine Aktivitäten als Botaniker in der damaligen Dauphiné.
Sein botanisches Autorenkürzel lautet „Chaix“.

## Leben
Chaix war Priester in den südfranzösischen Alpen (Region Gap), botanisierte dort und legte sich einen Alpengarten sowie ein Herbar an. Das Herbar kam von ihm zu Philippe-Isidore Picot de Lapeyrouse. Chaix war auch Mentor und Freund von Dominique Villars.

## Publikationen
- Plantae Vapincenses 1785.

## Ehrungen
Nach ihm wurden der Chaix-Mannsschild (Androsace chaixii), sowie die lateinische Namen der Österreich-Königskerze (Verbascum chaixii) und anderer Pflanzen benannt.